# Zastaw spiski

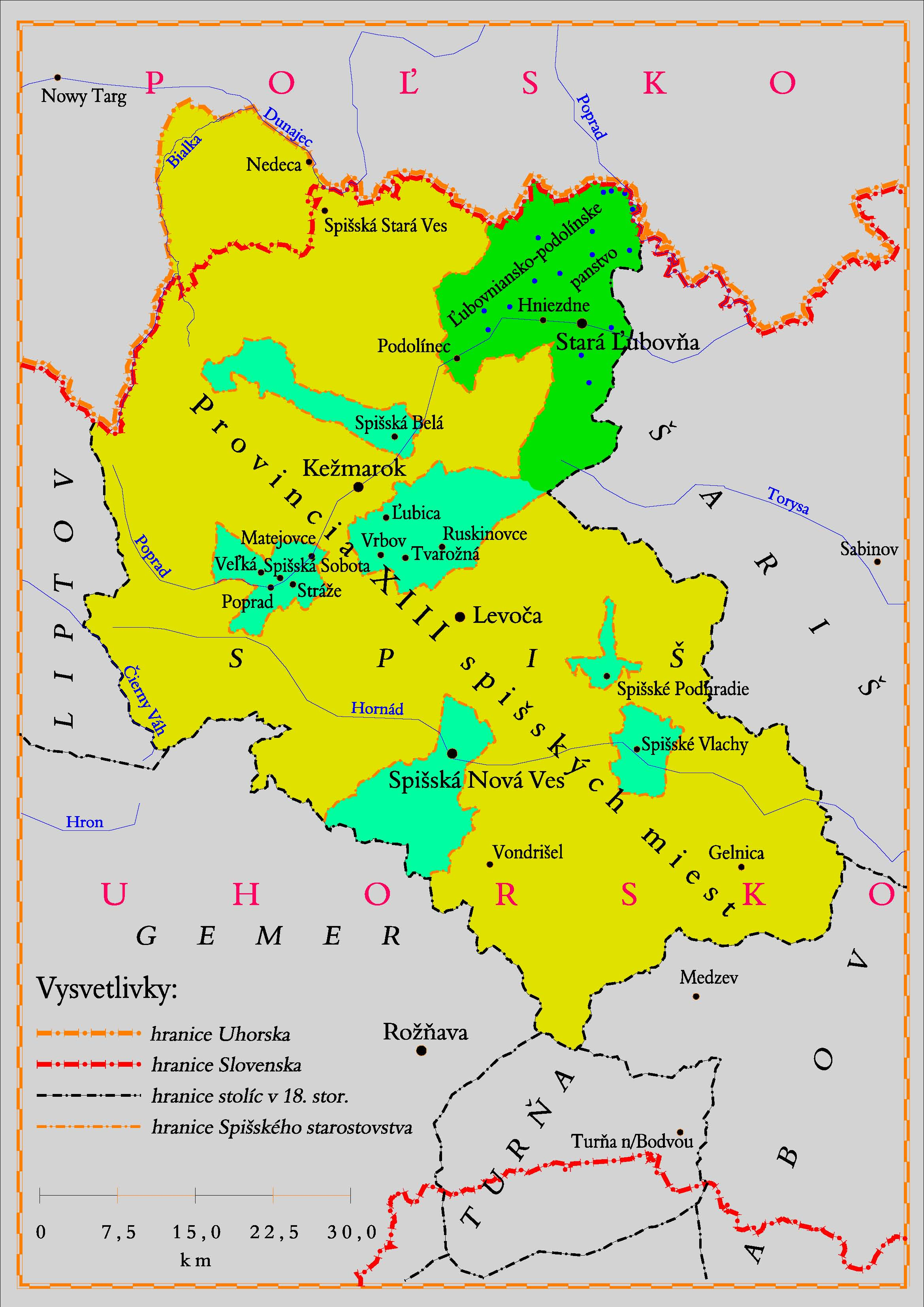
Na niebiesko i zielono zaznaczono zastawione tereny Spisza. Kolorem zielonym zaznaczono dominium lubowlańsko-podolinieckie z siedzibą w Lubowli.

Zastaw spiski – umowa zawarta 8 listopada 1412 w Zagrzebiu między królem węgierskim i niemieckim Zygmuntem Luksemburskim a królem Polski Władysławem Jagiełłą. Zastaw Lubowli, Podolińca i Gniazd oraz 13 innych miast spiskich, wydzielonych z tzw. Prowincji XXIV Spiskich Miast Saskich, stanowił zabezpieczenie zwrotu pożyczki, której Jagiełło udzielił Zygmuntowi. Pożyczona została kwota 37 000 kop groszy praskich, czyli ówcześnie około 7,5 tony czystego srebra (ponad 8 ton monet). Pieniądze te pochodziły głównie z odszkodowań wojennych wypłaconych Polsce przez Krzyżaków po pokoju toruńskim z 1411 r. Pożyczka miała zostać zwrócona w tej samej wysokości i w tym samym miejscu, gdzie ją wypłacono – na węgierskim wówczas zamku w Niedzicy.
W skład zastawu weszły tereny należące wcześniej (krótko w połowie XII wieku) do Polski: Lubowla wraz z zamkiem, Podoliniec i Gniazda oraz 13 miast spiskich wraz z przynależnymi do nich terenami: Biała Spiska, Lubica, Matejowce, Nowa Wieś Spiska, Poprad, Spiska Sobota, Wierzbów, Straże, Ruszkinowce, Wielka, Spiskie Podgrodzie (ale bez spiskiego zamku), Spiskie Włochy, Twarożne i 15 wsi. Z zastawionych terytoriów utworzono starostwo spiskie z siedzibą w Zamku Lubowlańskim, składające się z dominium lubowlańskiego (które potraktowano jako ziemie odzyskane – w jego obręb oprócz Lubowli wchodziły jeszcze Podoliniec i Gniazda wraz z okolicami), oraz 13 miast spiskich. Siedzibą samorządu tych 13 miast była Nowa Wieś Spiska. Obszar zastawu nie był zwarty terytorialnie, składał się z 5 enklaw, z których największa – okręg podoliniecki stykała się bezpośrednio z terytorium Polski. Pozostałe enklawy stanowiły okręgi: Białej Spiskiej, Popradu, Nowej Wsi Spiskiej oraz Podegrodzia Spiskiego z Włochami.
Jednym z pierwszych starostów spiskich był w latach 1420–1428 Zawisza Czarny z Garbowa, najsłynniejszy polski rycerz. Najdłużej starostwo spiskie spoczywało w rękach rodu Lubomirskich, dla których stało się jednym z głównych źródeł finansowej potęgi.
Pozostałe przy Węgrzech miasta Spisza utworzyły Prowincję XI Miast Spiskich, której głównym ośrodkiem był Spiski Czwartek. Posiadały one szeroką autonomię, ale szybko zaczęły tracić na znaczeniu i już w 1465 r. stały się częścią „państwa spiskiego”, którego właścicielem był pan na Zamku Spiskim.
Skutkiem zastawu było przyłączenie tych terytoriów do Polski, najpierw na czas dopóki pożyczka nie zostanie spłacona, ale gdy Węgry kilkadziesiąt lat później (bez spłacenia pożyczki) podjęły próbę odzyskania zastawionych miast, wyrokiem sądu papieskiego, który odbył się we Wrocławiu w 1489 r., tereny te pozostały przy Polsce (z powodu wewnętrznego zamieszania w Królestwie Węgier pod panowaniem Habsburgów) – aż do 1769 r. Tym niemniej sejmy węgierskie nie raz jeszcze, choć dopiero od końca XVI wieku, wysuwały pod adresem kolejnych królów Węgier żądania podjęcia starań do odzyskania zastawu (w formie wykupu).
Wiosną 1769 r., oddział konfederatów barskich, dowodzony przez Józefa Bierzyńskiego podjął nieudaną próbę opanowania zamku w Starej Lubowli, będącego w posiadaniu Kazimierza Poniatowskiego. Ten poprosił wówczas Austriaków o zajęcie starostwa spiskiego (będącego prywatnym zastawem królów polskich).
W 1769 r., na rozkaz cesarza i króla Węgier Józefa II Habsburga, wojska austriackie przywróciły formalne władztwo państwowe na terytorium administrowanym przez starostę spiskiego, co było wstępem do zagarnięcia w 1770 r. kolejnych starostw: czorsztyńskiego, nowotarskiego i sądeckiego. Austriacka okupacja Spisza i Podhala trwała do 1772 r., gdy tereny te stały się oficjalnie częścią Węgier, rządzonych wówczas przez Habsburgów.